# Annunzio Cervi
Annunzio Cervi (Sassari, 6 agosto 1892 – Bassano del Grappa, 25 ottobre 1918) è stato un poeta e patriota italiano.

## Biografia
Figlio dell'abruzzese Antonio Giovanni Cervi e della sarda Costanza Cabras, si trasferì prima a Campobasso e quindi a Napoli nel 1908 dove si laureò in lettere sotto la guida del linguista Michele Kerbaker di cui divenne assistente alla cattedra di Filologia medioevale. Partito volontario per il fronte della prima guerra mondiale nel mese di novembre 1915, ricevette due medaglie d'argento col grado di tenente. Morì sul Monte Grappa vittima di un cecchino all'età di 26 anni, il 25 ottobre 1918.
Collaborò alla rivista "La Diana", segnalandosi tra le personalità più originali dei cosiddetti "avanguardisti" napoletani, fondando con Ferdinando Russo la più importante rivista avanguardistica partenopea, "Vela Latina", e stringendo amicizia con alcuni tra i maggiori intellettuali dell'epoca, da Lionello Fiumi a Enrico Pappacena, da Francesco Meriano a Giuseppe Ungaretti. Intrattenne anche un contatto epistolare con l'attrice Eleonora Duse, a cui dedicò nel 1917 l'opuscolo Restiamo bombardieri del Re.
Scrisse tre opere: Restiamo bombardieri del Re, uscito a Trevisto nel 1917; Le cadenze d'un monello sardo, pubblicato tra il 1915 e il 1918 sulla rivista "La Diana" e in volume monografico a Napoli nel 1918; e Le liturgie dell'anima, finito di scrivere nel 1915 ed edito postumo a Lanciano nel 1922 a cura di Enrico Pappacena.

## Celebrazioni
In occasione del 90º anniversario della morte, il 25 ottobre 2008, la Biblioteca di Sardegna gli dedica una giornata-tributo presso il Conservatorio di musica di Cagliari.
Per la ricorrenza del 100º anno della morte, il 25 ottobre 2018, la Biblioteca di Sardegna ne commemora la figura di uomo e poeta facendone visita al loculo ospitato presso il Cimitero del Verano a Roma.

## Opere
- Restiamo bombardieri del Re: parole militari, Treviso, Zoppelli, 1917
- Le cadenze d'un monello sardo, Napoli, Libreria della Diana, 1918
- Le liturgie dell'anima: liriche 1911-1915, Lanciano, F. Masciangelo, 1922
- Poesie scelte: 1914-1917, Milano, Ceschina, 1968
- Le cadenze d'un monello sardo, Salerno, Edisud, 1991
- Le cadenze d'un monello sardo, a cura di Anna Chella, Genova, San Marco dei Giustiniani-Fondazione Giorgio e Lilli Devoto in Genova, 2016
- Le cadenze di un monello sardo e altre liriche e prose, a cura di Aldo Tanchis e Valeria Pusceddu, Milano, 1000eunanotte, 2018